# Račiněves
Račiněves (dt.: Ratschinowes) ist eine Gemeinde im Okres Litoměřice  und im Ústecký kraj  in Tschechien. Sie liegt 47 Kilometer nordwestlich von Prag und 8 Kilometer  von Roudnice nad Labem.

## Bilder

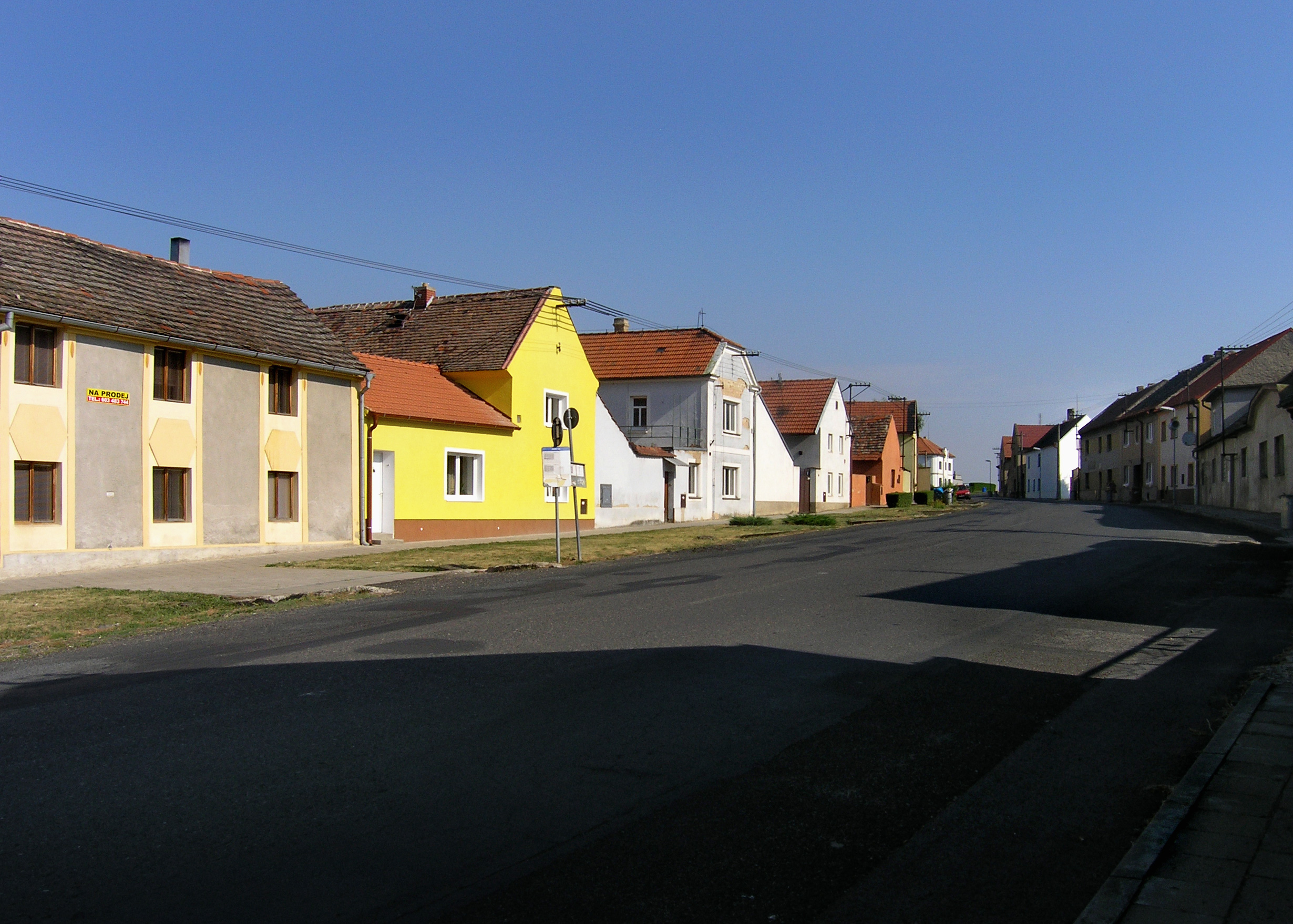
Nördlicher Teil von Račiněves
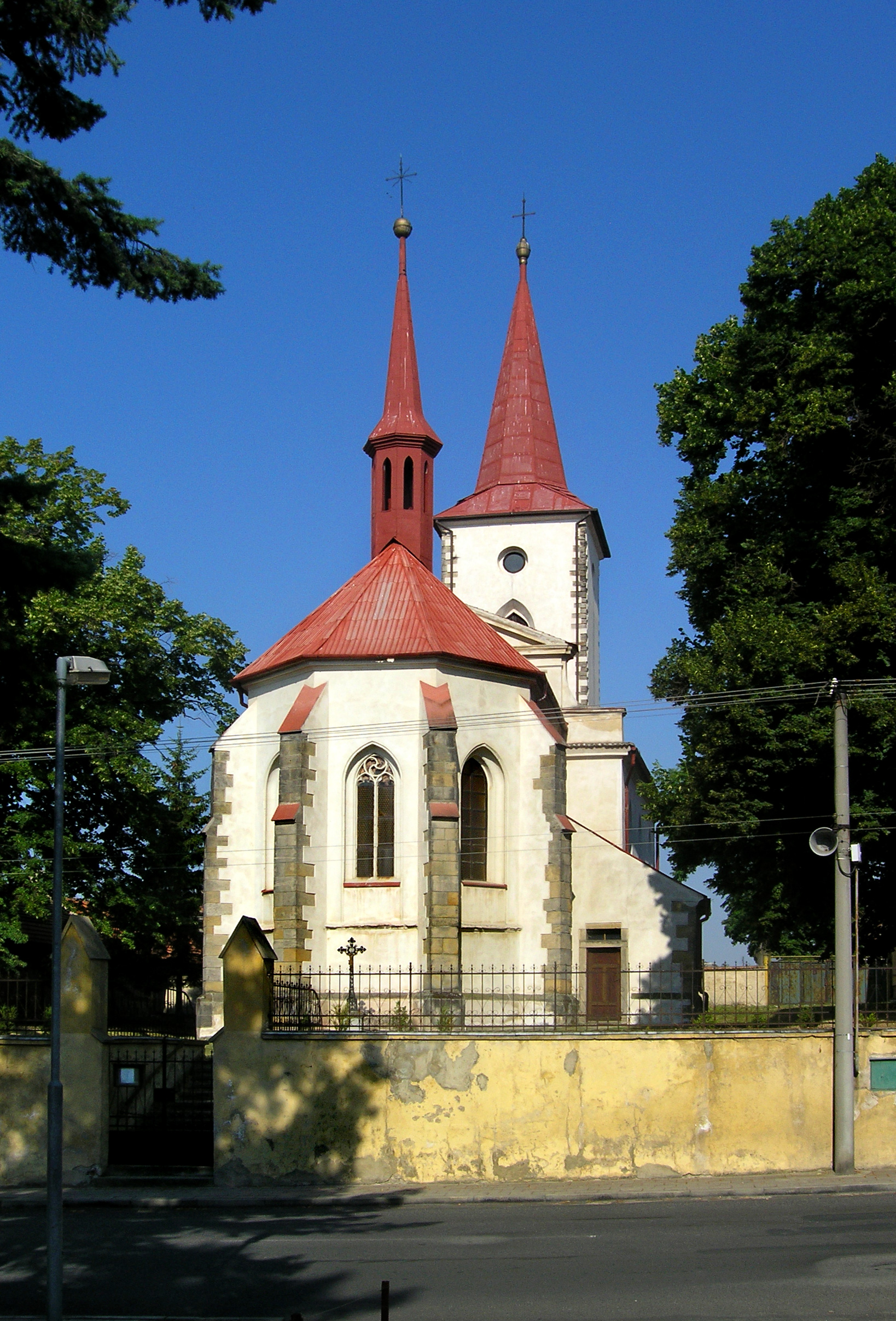
Sankt-Gallus-Kirche